# Спортсвошинг

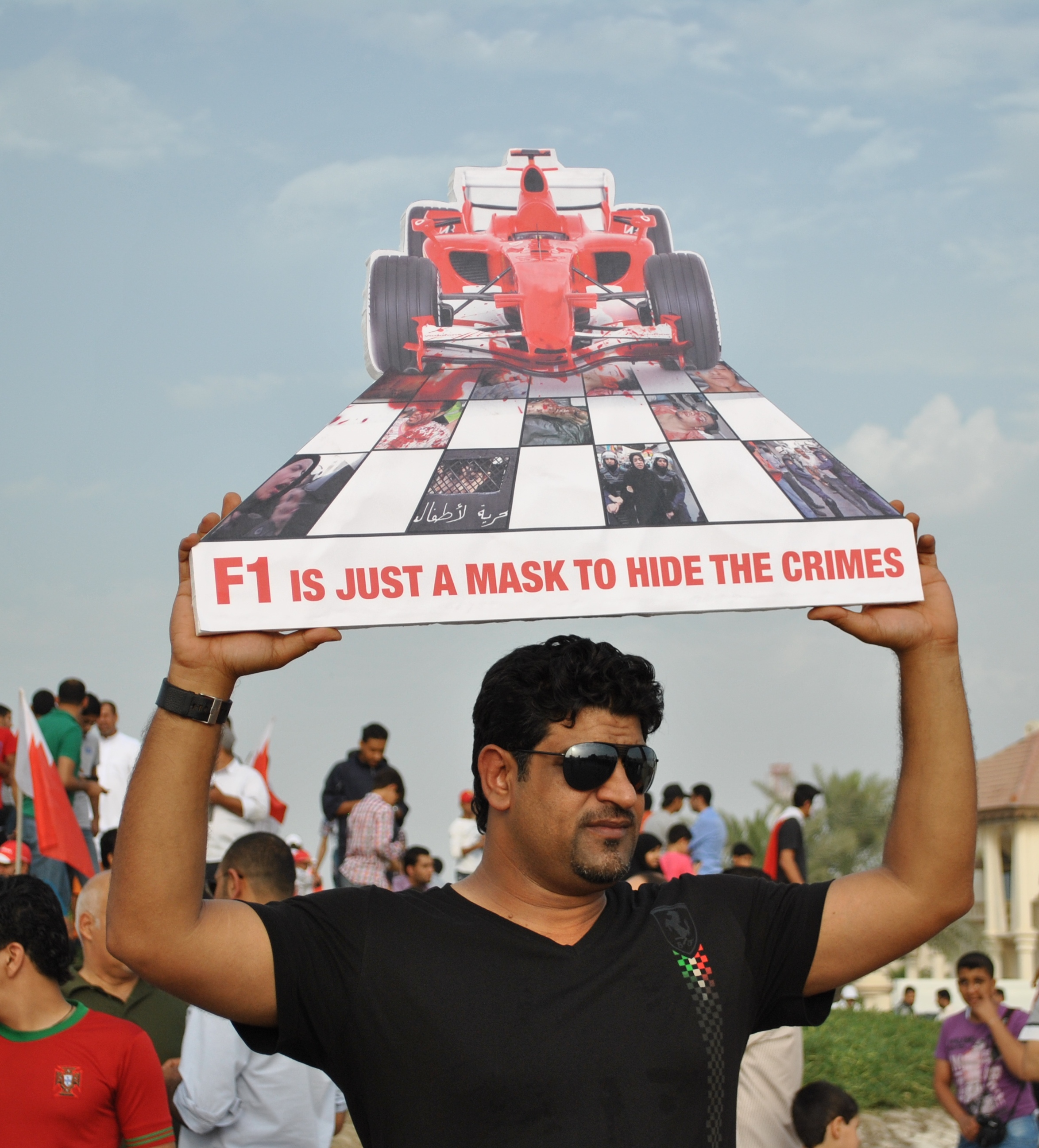
Формула-1 у Бахрейні є прикладом спортсвошинга.

Спортсвошинг або відмивання спортом — термін, який використовується для опису практики держав, окремих осіб, груп, корпорацій чи урядів, що використовують спорт для покращення заплямованої неправомірними діями репутації. Як форма пропаганди спортсвошинг здійснюється шляхом проведення спортивних заходів, купівлі чи спонсорування спортивних команд або участі в спортивних змаганнях.
На міжнародному рівні спортсвошинг використовується, щоб відвернути увагу від поганого дотримання прав людини та корупційних скандалів. На індивідуальному та корпоративному рівнях спортсвошинг використовується для приховування пороків, злочинів і скандалів. Спортсвошинг є прикладом відмивання репутації.

## Огляд

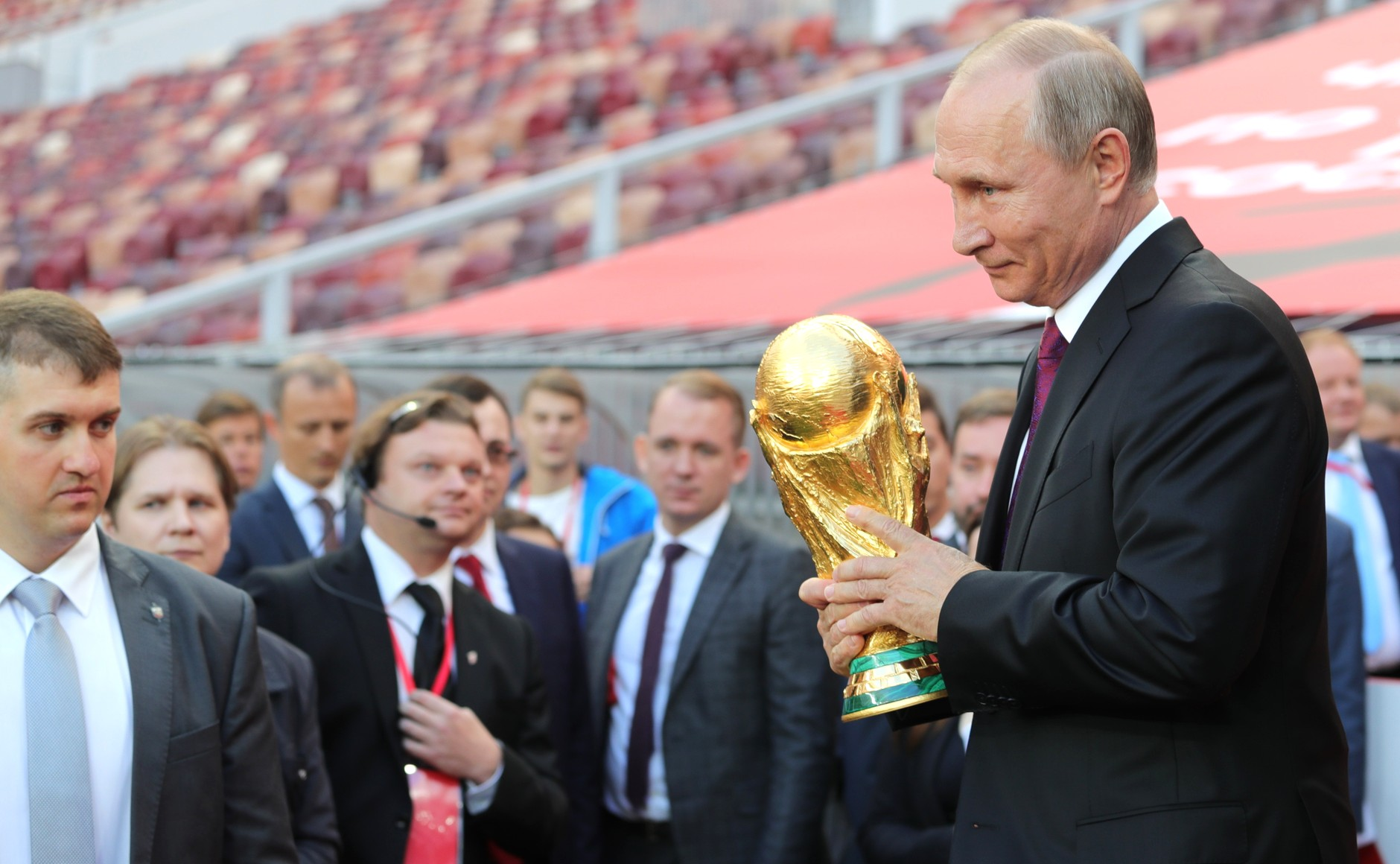
Президент Росії Володимир Путін тримає Кубок чемпіонату світу з футболу на церемонії перед турніром у Москві 9 вересня 2017 року.

У міжнародному масштабі спортсвошинг описують як частину м’якої сили країни. Імовірно, вперше термін «спортсвошинг» було вжито до Азербайджану та проведення Європейських ігор 2015 в Баку.
Чемпіонат світу з футболу 2018, який відбувся в Росії, назвали прикладом спроби покращення репутації країни, яка була негативною через її зовнішню політику, і спортивна подія змінила фокус дискусій на успіх чемпіонату світу.
Компанії також були звинувачені в спортсвошингу, включаючи спонсорство Ineos професійної велоспортної команди Team Sky (тепер Ineos Grenadiers) у 2019 році та спонсорство Arabtec ФК «Манчестер Сіті».
Спортсвошинг часто коштує дуже дорого. Наприклад, у березні 2021 року правозахисна організація Grant Liberty заявила, що лише Саудівська Аравія витратила на нього щонайменше 1,5 мільярди доларів.

## Приймання змагань

### Олімпійські ігри
- Зимові Олімпійські ігри 1936 проходили в Гарміш-Партенкірхені, нацистська Німеччина.
- Літні Олімпійські ігри 1936 проходили в Берліні, нацистська Німеччина.
- Літні Олімпійські ігри 1968 проходили в Мехіко, Мексика.
- Літні Олімпійські ігри 1980 проходили в Москві, СРСР.[13][14]
- Літні Олімпійські ігри 2008 проходили в Пекіні, Китай.[15]
- Зимові Олімпійські ігри 2014 проходили в Сочі, Росія.[16][17]
- Літні Олімпійські ігри 2016 проходили в Ріо-де-Жанейро, Бразилія.[18]
- Зимові Олімпійські ігри 2022 проходили в Пекіні, Китай.[15][19][20]

### Футбол

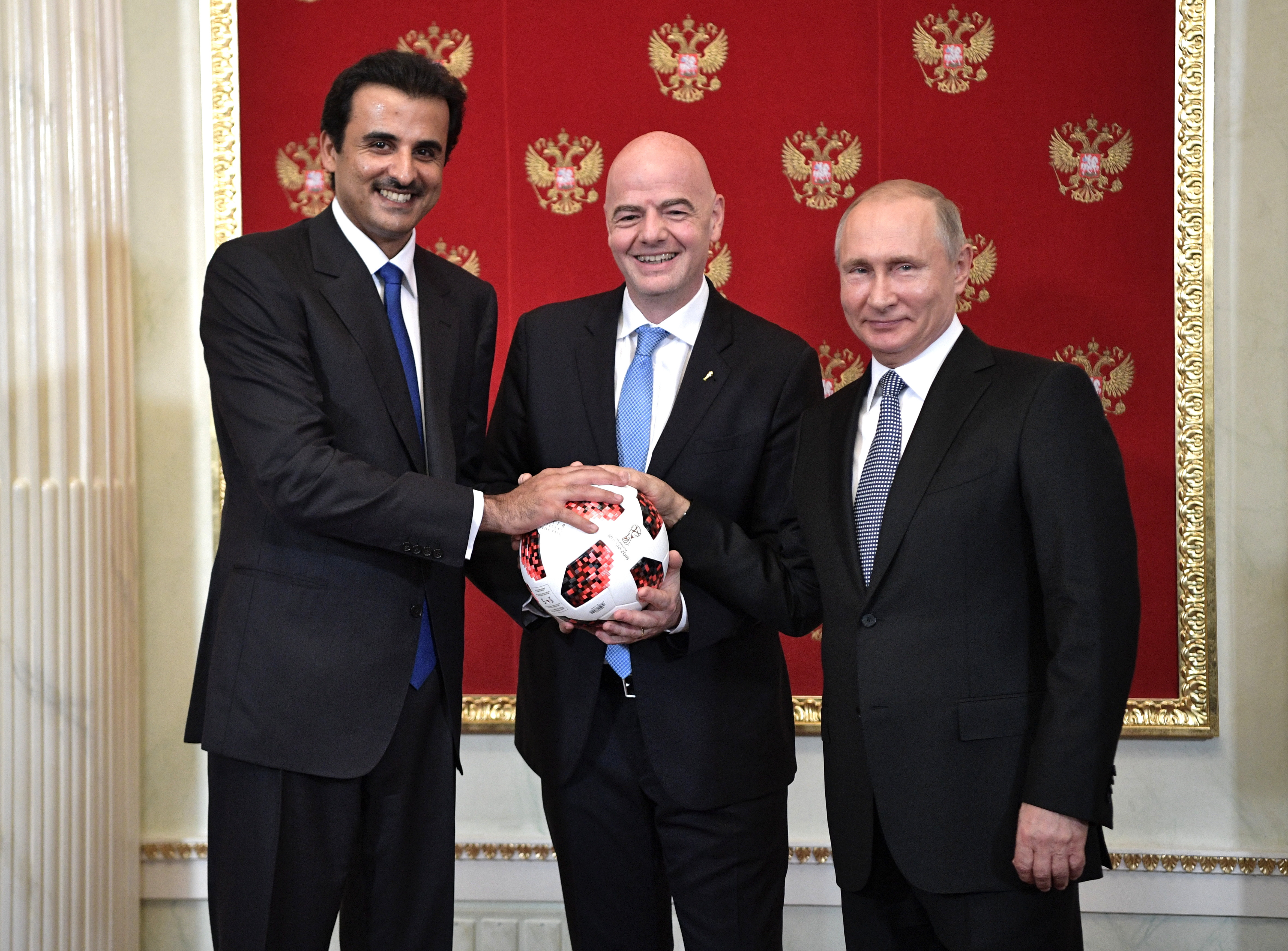
У червні 2018 року Росія передала Катару символічну естафету щодо проведення чемпіонату світу з футболу.

- Чемпіонат світу з футболу 1934 відбувся в Італії під час правління Беніто Муссоліні.[21]
- Чемпіонат Європи з футболу 1964 проходив в Іспанії під час диктатури Франциско Франко.[22]
- Кубок Азії з футболу 1972 проходив у Таїланді за військової диктатури.
- Чемпіонат світу з футболу 1978 проходив в Аргентині за військової диктатури.[23]
- Молодіжний чемпіонат світу з футболу 1985 проходив у СРСР.
- Юнацький (U-16) чемпіонат світу з футболу 1985 проходив у Китаї.
- Молодіжний чемпіонат світу з футболу 1987 відбувся в Чилі за військової диктатури.
- Кубок Азії з футболу 1988 в Катарі.[24]
- Молодіжний чемпіонат світу з футболу 1989 проходив у Саудівській Аравії.
- Чемпіонат світу з футболу серед жінок 1991 проходив у Китаї.
- Молодіжний чемпіонат світу з футболу 1995 проходив у Катарі.[24]
- Суперкубок Італії з футболу 2002 між «Ювентусом» і «Пармою» проходив у Лівії під час правління Муаммара Каддафі.[25]
- Кубок Азії з футболу 2004 в Китаї.
- Чемпіонат світу з футболу серед жінок 2007 відбувся в Китаї.[26]
- Кубок Америки з футболу 2007 проходив у Венесуелі.[27]
- Клубний чемпіонат світу з футболу 2009 та 2010 проходили в Об'єднаних Арабських Еміратах.
- Кубок Азії з футболу 2011 проходив у Катарі.[24]
- Турнір Суперкубок Франції з футболу 2013 між «Парі Сен-Жермен» і «Бордо» відбувся в Габоні.[28]
- Чемпіонат світу з футболу 2014 проходив у Бразилії.[29]
- Клубний чемпіонат світу з футболу 2017 і 2018 проходили в Об'єднаних Арабських Еміратах.
- Чемпіонат світу з футболу 2018 проходив у Росії.[30]
- Суперкубок Італії з футболу 2018 між «Ювентусом» і «Міланом» відбувся в місті Джидда, Саудівська Аравія.[31]
- Суперкубок Італії з футболу 2019 між «Ювентусом» і «Лаціо» відбувся в місті Ер-Ріяд, Саудівська Аравія.[32]

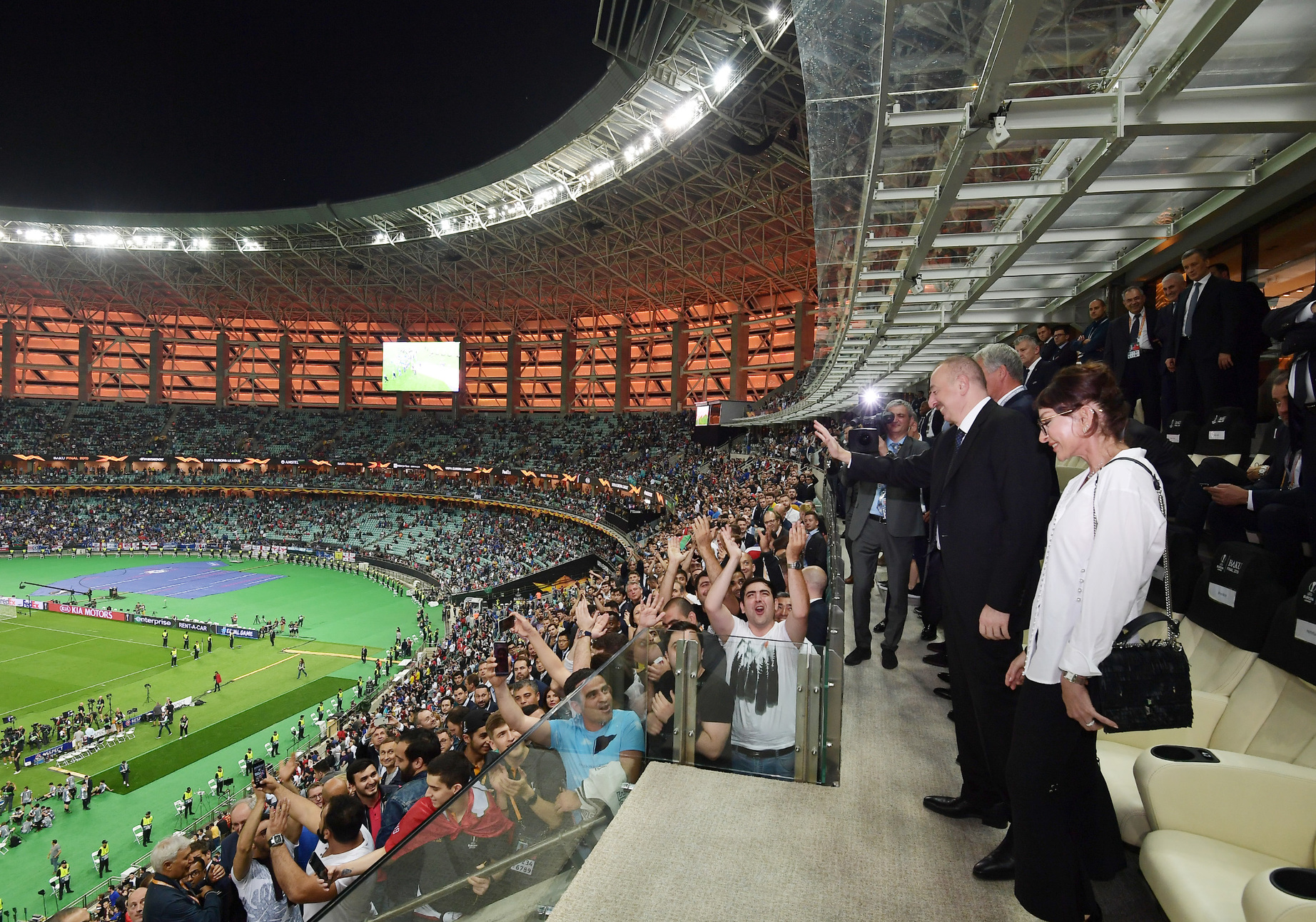
«Челсі» грає проти «Арсенала» на Олімпійському стадіоні в Баку під час фіналу Ліги Європи УЄФА 29 травня 2019 року

- Кубок Азії з футболу 2019 відбувся в Об'єднаних Арабських Еміратах.
- Фінал Ліги Європи УЄФА 2019 між «Челсі» та «Арсеналом» (Лондон) відбувся в Азербайджані.[33]
- Клубний чемпіонат світу з футболу 2019 і 2020 проходили в Катарі.[24]
- Суперкубок Іспанії з футболу 2019 і 2021 проходили у Джидді, Саудівська Аравія.[34][35][36]
- Суперкубок Іспанії з футболу 2022 проходив у Ер-Ріяді, Саудівська Аравія.[37]
- Чемпіонат Європи з футболу 2020 проходив у різних країнах, включно з країнами з поганим рівнем прав людини: Угорщині,[38] Азербайджані[39] і Росії.
- Кубок Америки з футболу 2021 проходив у Бразилії.[40]
- Кубок Марадони — товариський матч на честь Дієго Марадони між іспанською «Барселоною» та аргентинським «Бока Хуніорс», відбувся в 2021 році в Саудівській Аравії.[41]
- Кубок африканських націй 2021 проходив у Камеруні.[42]
- Клубний чемпіонат світу з футболу 2021 проходив в Об'єднаних Арабських Еміратах.
- Чемпіонат світу з футболу 2022 в Катарі.[24][43]
- Кубок Азії з футболу 2023 відбувся в Катарі (спочатку мав проходити в Китаї).[44]
- Клубний чемпіонат світу з футболу 2023 відбувся в Саудівській Аравії.[45]
- Кубок Азії з футболу 2027 відбудеться в Саудівській Аравії.[46]
- Чемпіонат світу з футболу 2034 пройде в Саудівській Аравії.

### Автоспорт

#### Формула-1

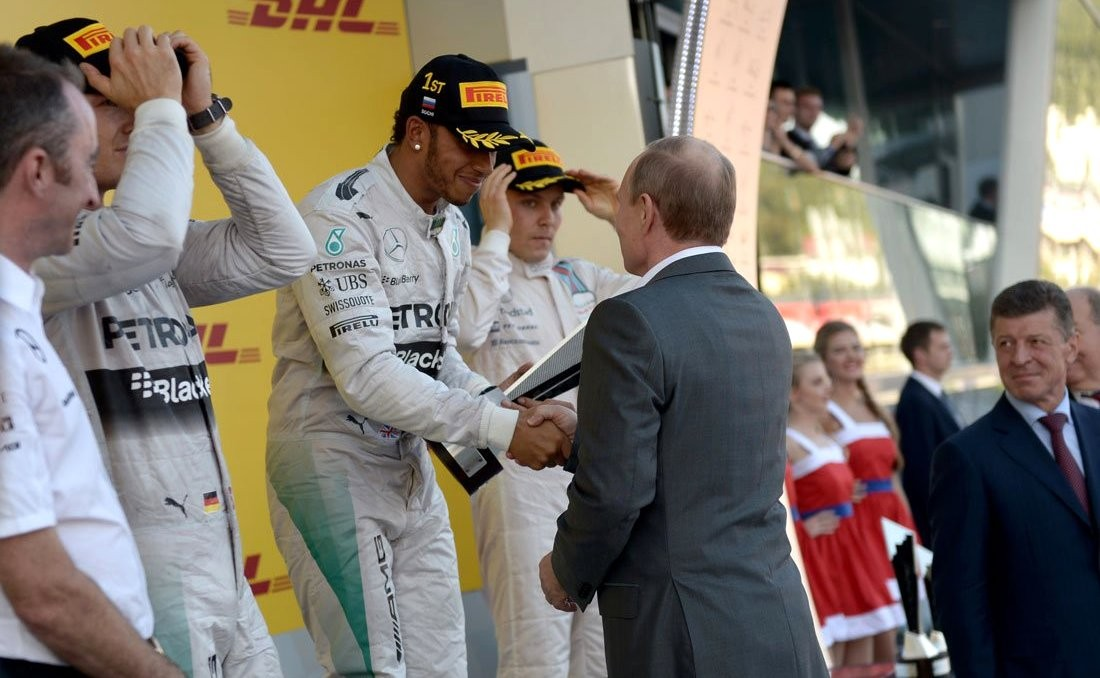
Президент Росії Володимир Путін привітав Льюїса Хемілтона, переможця Гран-прі Росії 2014 року

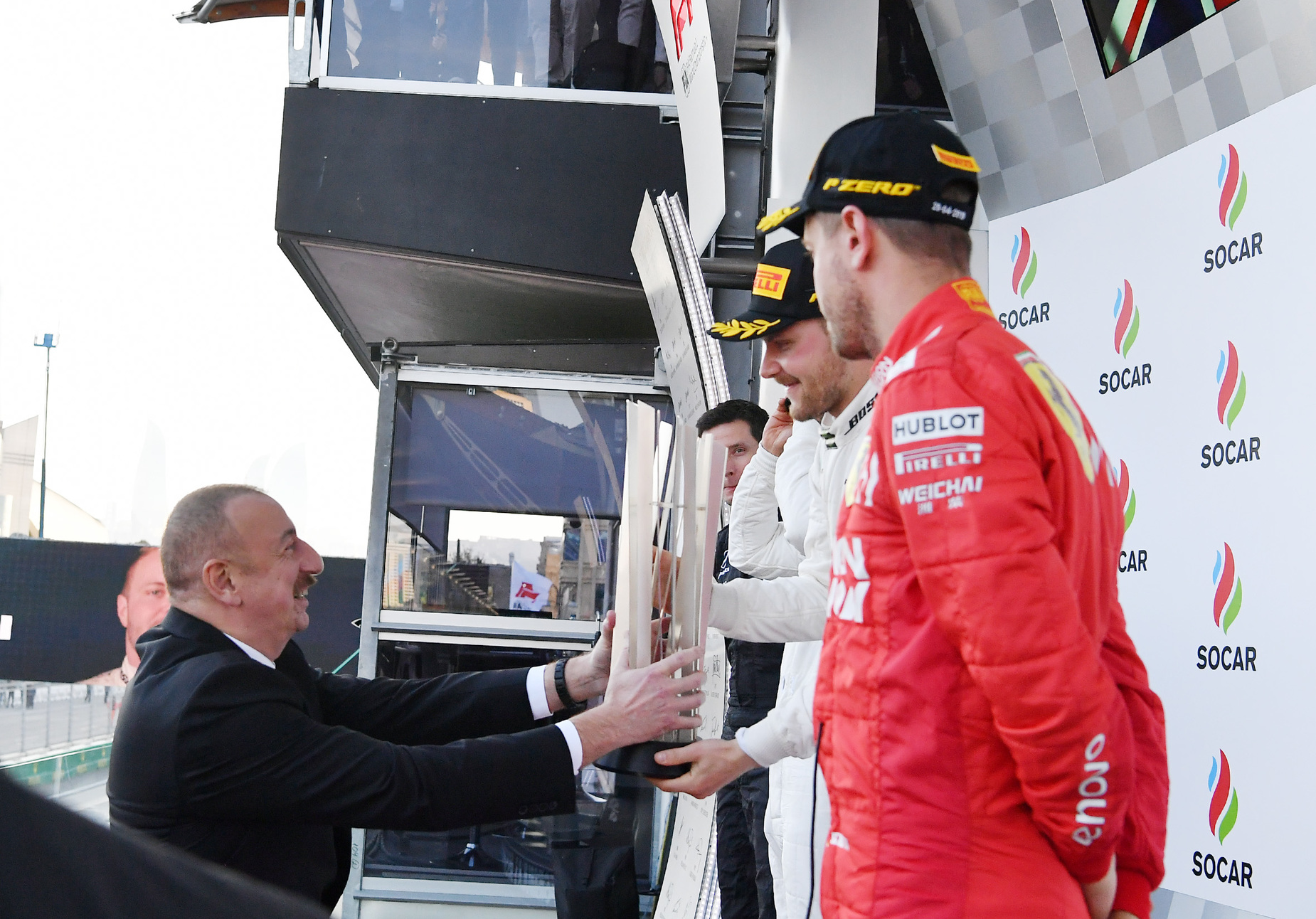
Президент Азербайджану Ільхам Алієв вручає кубок Гран-прі Азербайджану 2019 переможцю гонки Валттері Боттасу

- Гран-прі Іспанії з 1951 по 1975 рік.[47]
- Гран-прі Аргентини з 1953 по 1981 рік.[48]
- Гран-прі Португалії з 1958 по 1960 рік.[49]
- Гран-прі Південної Африки з 1960 по 1985 рік.[50][51]
- Гран-прі Мексики проводиться з 1962 року.[52]
- Гран-прі Бразилії з 1972 по 1984 рік.[53]
- Гран-прі Угорщини з 1986 року.
- Гран-прі Малайзії проходив з 1999 по 2017 рік.[52]
- Гран-прі Бахрейну проводиться з 2004 року.[54][55]
- Гран-прі Китаю проводиться з 2004 року.[52]
- Гран-прі Абу-Дабі проводиться з 2009 року.[55]
- Гран-прі Росії проходив з 2014 по 2021 рік.[52]
- Гран-прі Європи 2016 року в Баку, Азербайджан.[32]
- Гран-прі Азербайджану проводиться з 2017 року.[56][47]
- Гран-прі Туреччини в 2020 і 2021 роках.[52]
- Гран-прі Катару проводиться з 2021 року.[52][55]
- Гран-прі Саудівської Аравії проводиться з 2021 року.[52][55]

#### Формула E
- Beijing ePrix проходив у Китаї в 2014–2015 роках.[52]
- Putrajaya ePrix проходив у Малайзії в 2014–2015 роках.[52]
- Moscow ePrix відбувся в Росії в 2015 році.[52]
- Diriyah ePrix проводиться в Саудівській Аравії з 2018 року.[57]
- Sanya ePrix відбувся в Китаї в 2019 році.[52]
- Jakarta ePrix проводиться в Індонезії з 2022 року.[58]

#### Мото Гран-Прі
- Мото Гран-Прі Східної Німеччини проходив у 1958–1972 роках.
- Мото Гран-Прі Аргентини проходив у 1981–1982 роках.[48]
- Мото Гран-Прі Південної Африки проходив у 1983–1985 роках.[50][59]
- Мото Гран-Прі Малайзії проводиться з 1991 року.[52]
- Мото Гран-Прі Індонезії проводиться в 1996–1997 роках і з 2022 року.[58][60]
- Мото Гран-Прі Катару проводиться з 2004 року.[61][24]
- Мото Гран-Прі Китаю проходив з 2005 по 2008 рік.
- Мото Гран-Прі Таїланду проводиться з 2018 року.[61]

#### Ралі
- Ралі Індонезії проводилося між 1996 і 1997 роками відповідно.
- Ралі Китаю проводилося лише в сезоні 1999 року.
- Ралі Туреччини проводилося в 2003–2006, 2008–2010 та 2018–2020 роках.
- Ралі Йорданії проходило в 2008, 2010 і 2011 роках.
- Ралі Дакар проводиться в Саудівській Аравії з 2020 року.[62]

#### Гонки на спортивних автомобілях
- Чемпіонат світу з гонок на спортивних автомобілях 1988 року в Брно, Чехословаччина під час комуністичної диктатури.
- Гонка «8 годин Бахрейну» проводиться з 2012 року.
- Гонка «4 години Шанхаю» проводилася в Китаї в 2012–2019 роках.
- Гонку «Катар 1812 км» планується провести в 2024 році.

#### Перегони на турінгових автомобілях
- Чемпіонати світу та Європи з турінгових автоперегонів у Брно, Чехословаччина в 1976–1987 роках під час комуністичної диктатури.
- Гонка FIA WTCR в Бахрейні відбулася в 2022 році.[63]
- Гонка FIA WTCR в Саудівській Аравії відбулася в 2022 році.[63]

### Баскетбол

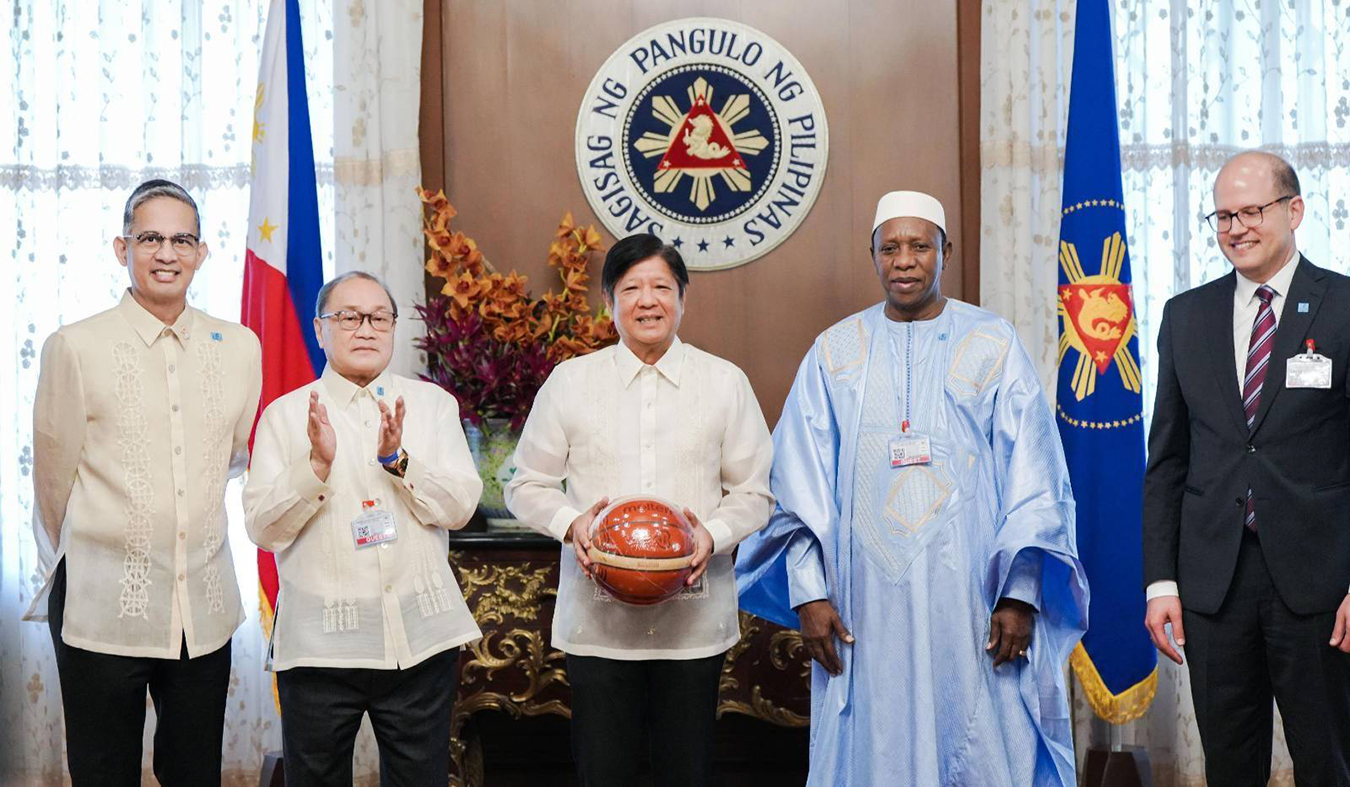
Президент Філіппін Бонгбонг Маркос під час телефонної розмови з членами Центральної ради ФІБА 28 квітня 2023 року за день до церемонії жеребкування.

- Чемпіонат світу з баскетболу 1978, який проходив на Філіппінах під час правління Фердинанда Маркоса.[64]
- Чемпіонат Америки з баскетболу 2013, що проходив у Венесуелі.[65]
- Чемпіонат світу з баскетболу 2019, що проходив у Китаї.[66][26]
- Баскетбольна ліга Африки 2021, що проходила в Руанді.[65]
- Чемпіонат світу з баскетболу 2023 частково проходив на Філіппінах під час правління Бонгбонга, сина Фердинанда Маркоса.[67]
- Юнацький (U-19) чемпіонат світу з баскетболу 2023, який проходив в Угорщині.[68]
- Чемпіонат світу з баскетболу 2027, що проходитиме в Катарі.[69]

### Бокс
- Боксерський поєдинок у напівважкій вазі 1973 року між південноафриканцем П'єром Фурі та американцем Бобом Фостером, який відбувся на стадіоні «Ренд» в місті Йоганнесбург, Південна Африка в період апартеїду.[70]
- Бій за титул абсолютного чемпіона світу в суперважкій вазі 1974 року між Джорджем Форманом і Мухаммедом Алі, відомий як «Гуркіт у джунглях», відбувся в місті Кіншаса, Заїр (нині Демократична Республіка Конго) під час диктатури Мобуту Сесе Секо.[71]
- Поєдинок за титул чемпіона світу в суперважкій вазі 1975 року між Мухаммедом Алі та Джо Фрейзером, відомий як «Трилер в Манілі», що проходив у Кесон-Сіті, Філіппіни під час диктатури Фердинанда Маркоса.[71]
- Бій за звання чемпіона світу за версією WBA у важкій вазі 1980 року між Геррі Кутзі та Майком Вівером, який проходив у Сан-Сіті, Південна Африка, в період апартеїду.
- Чемпіонат світу з боксу AIBA 2015 проходив у Катарі.[24]
- Поєдинок-реванш за титул чемпіона світу у важкій вазі 2019 року між Енді Руїсом-молодшим і Ентоні Джошуа, відомий як «Битва на дюнах», відбувся в місті Ед-Дірійя, Саудівська Аравія.[71][72]
- Поєдинок-реванш за титул чемпіона світу в суперважкій вазі 2022 року між Олександром Усиком та Ентоні Джошуа, відомий як «Лють на Червоному морі», відбувся в місті Джидда, Саудівська Аравія.

### Велоспорт
- Вуельта Венесуела проводиться з 1963 року.[65]
- Вуельта Куба проходила в 1964–2010 роках.[32]
- Вуельта Тачира (Венесуела) проводиться з 1966 року.[65]
- Тур Катара проходив у 2002–2016 роках.[73]
- Тур Пекіна (Китай) проходив у 2011–2014 роках.[73]
- Тур Дубая (Об'єднані Арабські Емірати) проходив у 2014–2018 роках.[73]
- Тур Абу-Дабі (Об'єднані Арабські Емірати) проходив у 2015–2018 роках.[73]
- Чемпіонат світу з шосейних велогонок 2016 року проходив у Катарі.[24]
- Тур Гуансі (Китай) проводиться з 2017 року.[73]
- Тур ОАЕ проводиться з 2019 року.[73]
- Жіночий тур Венесуели відбувся у 2019 році.[65]
- Тур Оману проводиться з 2020 року.[73]
- Чемпіонат світу з шосейних велогонок 2025 року планується провести в Руанді.[74]

### Гольф
- Venezuela Open проводиться у Венесуелі з 1957 року.
- Brunei Open проводиться в Брунеї з 2005 року.
- PGA Tour China проводиться в Китаї з 2014 року.[75]
- China Tour проходив у Китаї в 2014–2019 роках.[75]
- Saudi International проводиться в Саудівській Аравії з 2019 року.[76]
- Aramco Team Series проводиться в Саудівській Аравії з 2020 року.[76]
- Aramco Saudi Ladies International проводиться в Саудівській Аравії з 2020 року.[76]

### Кіберспорт
- Фінали BLAST Pro Series 2019 відбулися в Бахрейні.[77]
- Датська та американська кіберспортивні організації, RFRSH Entertainment і Riot Games підписали угоду про розвиток проєкту Неом у Саудівській Аравії та розвиток кіберспорту в регіоні.[78] Riot закінчилася тим, що розірвала партнерство після того, як зіткнулася з різкою негативною реакцією фанатів та їхніх співробітників.[79][80]
- Світовий фінал Blast Premier World Final 2022 відбувся в Абу-Дабі, Об'єднані Арабські Емірати.[81]

### Крикет
- Чемпіонат світу з крикету 1996 проходив у Шрі-Ланці.[82]
- Чемпіонат світу з крикету 2003 проходив у Зімбабве.[83][84]
- Чемпіонат світу з крикету 2023 проходив в Індії.[85][86]
- Національна збірна Південної Африки з крикету провела численні тури в 1982–1990 роках, ігноруючи санкції спортивних органів щодо численних південноафриканських спортивних команд. Ці тури розглядалися як частина спортивної пропаганди уряду.[87][88]

### Регбі

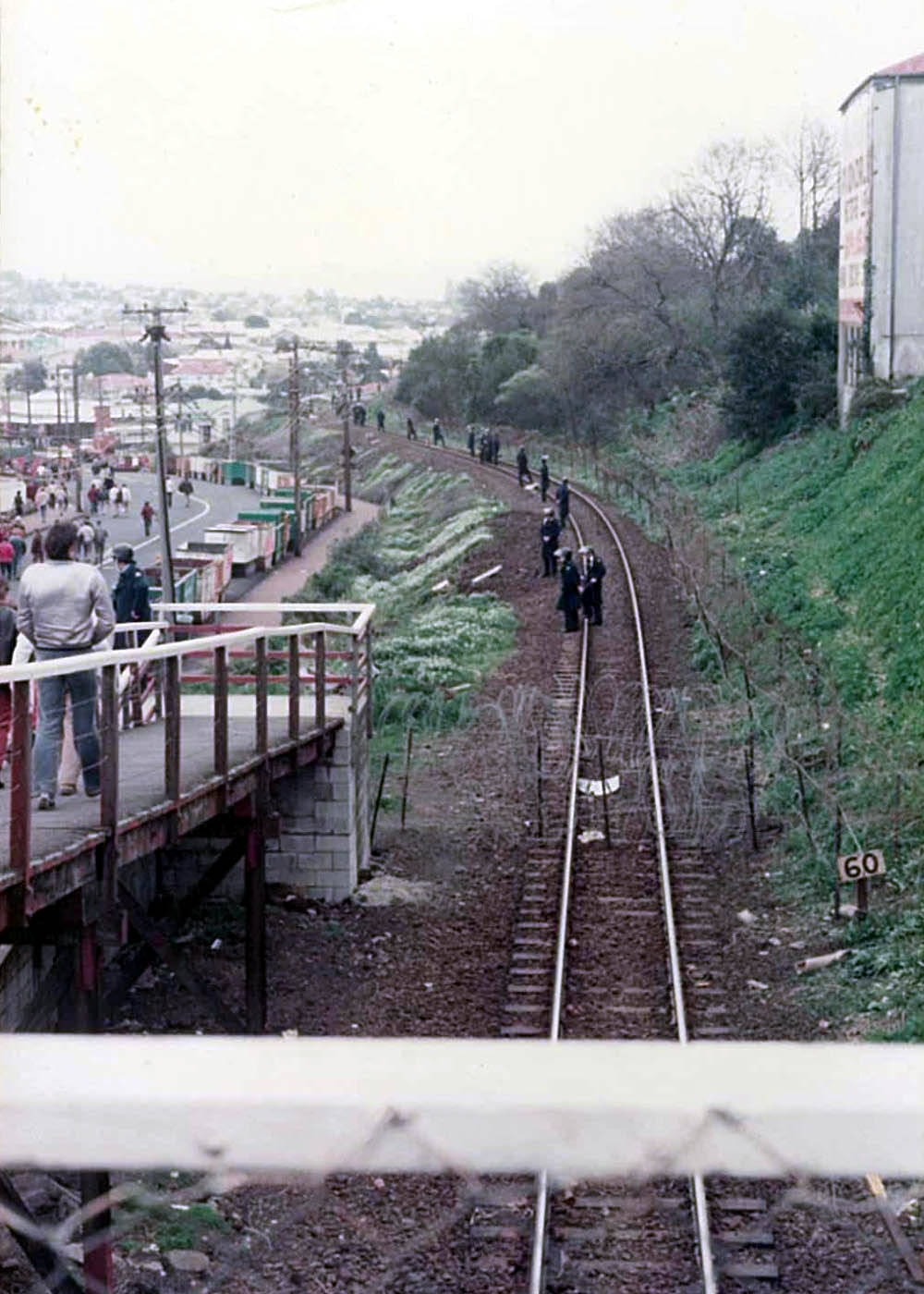
Офіцери поліції охороняють огороджений колючим дротом периметр навколо парку Іден поблизу залізничної станції Кінгсленд у Новій Зеландії під час регбі-туру Південної Африки 1981 року.

Регбі-тури за участю Південної Африки в період апартеїду:
- Тури Нової Зеландії до Південної Африки в 1949, 1960, 1970, 1976 роках.
- Тури Південної Африки до Великої Британії та Ірландії в 1951–1952, 1960–1961, 1965, 1969–1970 роках.
- Тури Південної Африки до Франції в 1952, 1961, 1968, 1974 роках.
- Тури Австралії до Південної Африки в 1953, 1961, 1963, 1969 роках.
- Тури «британських та ірландських левів» (збірної Англії, Шотландії, Уельсу та Ірландії) до Південної Африки в 1955, 1962, 1968, 1974, 1980 роках.
- Тури Південної Африки до Австралії в 1956, 1965, 1971 роках.
- Тури Південної Африки до Нової Зеландії в 1956, 1965, 1981 роках.
- Тури Франції до Південної Африки в 1958, 1964, 1967, 1971, 1975, 1980 роках.
- Тур Шотландії до Південної Африки в 1960 році.
- Тур Уельсу до Південної Африки в 1964 році.
- Тури Аргентини до Південної Африки в 1965, 1971 роках.
- Тури Англії до Південної Африки в 1972, 1984 роках.
- Тур Італії до Південної Африки в 1973 році.
- Тури Південної Африки до Південної Америки в 1980 році.
- Тури «південноамериканських ягуарів»[en] до Південної Африки в 1980, 1982, 1984 роках.
- Тур Ірландії до Південної Африки в 1981 році.
- Неофіційний тур Нової Зеландії до Південної Африки в 1986 році.

### Реслінг
- Collision in Korea відбувся в Пхеньяні, Північна Корея в 1995 році.[89]
- WWE in Saudi Arabia проводиться в Саудівській Аравії з 2014 року.[90]
- WWE Crown Jewel проводиться в Саудівській Аравії з 2018 року.[90]

### Снукер
Турніри зі снукеру, які проводяться в Китаї:
- Shanghai Masters,
- Wuhan Open,
- International Championship,
- World Open.

### Теніс
- Відкритий чемпіонат Південної Африки в період апартеїду (1948–1994).[70]
- Кубок Федерації проводився у Південно-Африканській Республіці в 1972 році.[70]
- Кубок Девіса проводився в Південно-Африканській Республіці в 1974 році.[70]
- St. Petersburg Open проводиться в Росії з 1993 року.
- Dubai Tennis Championships проводиться в Об'єднаних Арабських Еміратах з 1993 року.[91]
- ATP Qatar Open проводиться в Катарі з 1993 року.[24]
- Qatar Ladies Open проводиться в Катарі з 2001 року.[24]
- China Open проводиться в Китаї з 2004 року.[92]
- Wuhan Open проводиться в Китаї з 2014 року.[92]
- Кубок Федерації проводився у Білорусі в 2017 році.
- Diriyah Tennis Cup проводиться в Саудівській Аравії з 2019 року.[57]
- Фінал Наступного Покоління ATP проходитиме в Саудівській Аравії у 2023–2027 роках.[93]

### Інші події

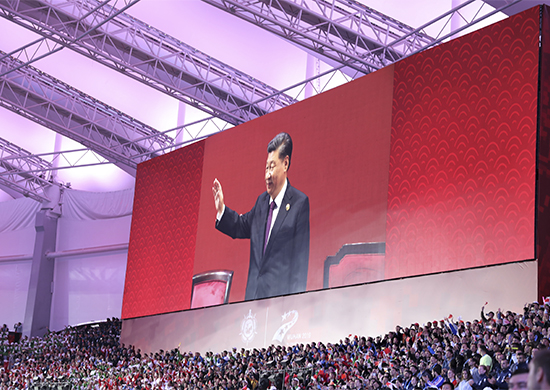
Верховний лідер Китаю Сі Цзіньпін відвідує церемонію відкриття Всесвітніх військових ігор 2019 року в Ухані, Китай

- Деякі поєдинки Абсолютного бійцівського чемпіонату (UFC) проводяться в Китаї, Росії та Об'єднаних Арабських Еміратах.[94]
- Матчі Національної футбольної ліги (ліга США з американського футболу) в Китаї, включно з товариськими іграми China Bowl.[95]
- Ігри Південно-Східної Азії 1979, 1987 та 1997 в Індонезії під час диктатури Сухарто.
- Ігри Південно-Східної Азії 1981 на Філіппінах під час диктатури Фердинанда Маркоса.
- Панамериканські ігри 1991 на Кубі.[32]
- Ігри Співдружності 1998 в Малайзії.
- Азійські ігри 2006 в Катарі.[24]
- Чемпіонат світу з хокею із шайбою 2014 в Білорусі.[96]
- Європейські ігри 2015 в Азербайджані.[33]
- Азіатські ігри з єдиноборств у закритих приміщеннях 2017 у Туркменістані.[32]
- Чемпіонат світу із шахів серед жінок 2017 в Ірані.[97]
- Зимова Універсіада 2019 в Росії.[32]
- Європейські ігри 2019 у Білорусі.[98]
- Всесвітні ігри військовослужбовців 2019 у Китаї.[99]
- Ігри Південно-Східної Азії 2019 на Філіппінах.[100]
- Літня універсіада 2021 в Китаї (через пандемію коронавірусу проведена в 2023 році).[26]
- Матч за звання чемпіона світу із шахів 2021 в Об'єднаних Арабських Еміратах.
- Гей-ігри 2023 у Гонконгу.[101][102]
- Чемпіонат світу з водних видів спорту 2022 в Будапешті, Угорщина.[103]
- Чемпіонат світу з легкої атлетики 2023 в Будапешті, Угорщина.
- Азіатські ігри 2022 в Китаї (через пандемію коронавірусу проведені в 2023 році).[26]
- Франкофонські ігри 2023 заплановано провести в Демократичній Республіці Конго.
- Азіатські ігри 2030 заплановано провести в Катарі.[104]
- Азіатські ігри 2034 заплановано провести в Саудівській Аравії.[104]

## Корпоративне спонсорство

### Футбол
- Спонсорування російською державною нафтовою компанією «Газпром» футбольної команди німецької Бундесліги «Шальке 04», заходів Ліги чемпіонів УЄФА та форми. Цей контракт було скасовано через вторгнення Росії в Україну у 2022 році.[105][106][107]
- Російська холдингова компанія USM Holdings Limited спонсорує англійський клуб «Евертон». Власником компанії є прокремлівський бізнесмен Алішер Усманов.[108]

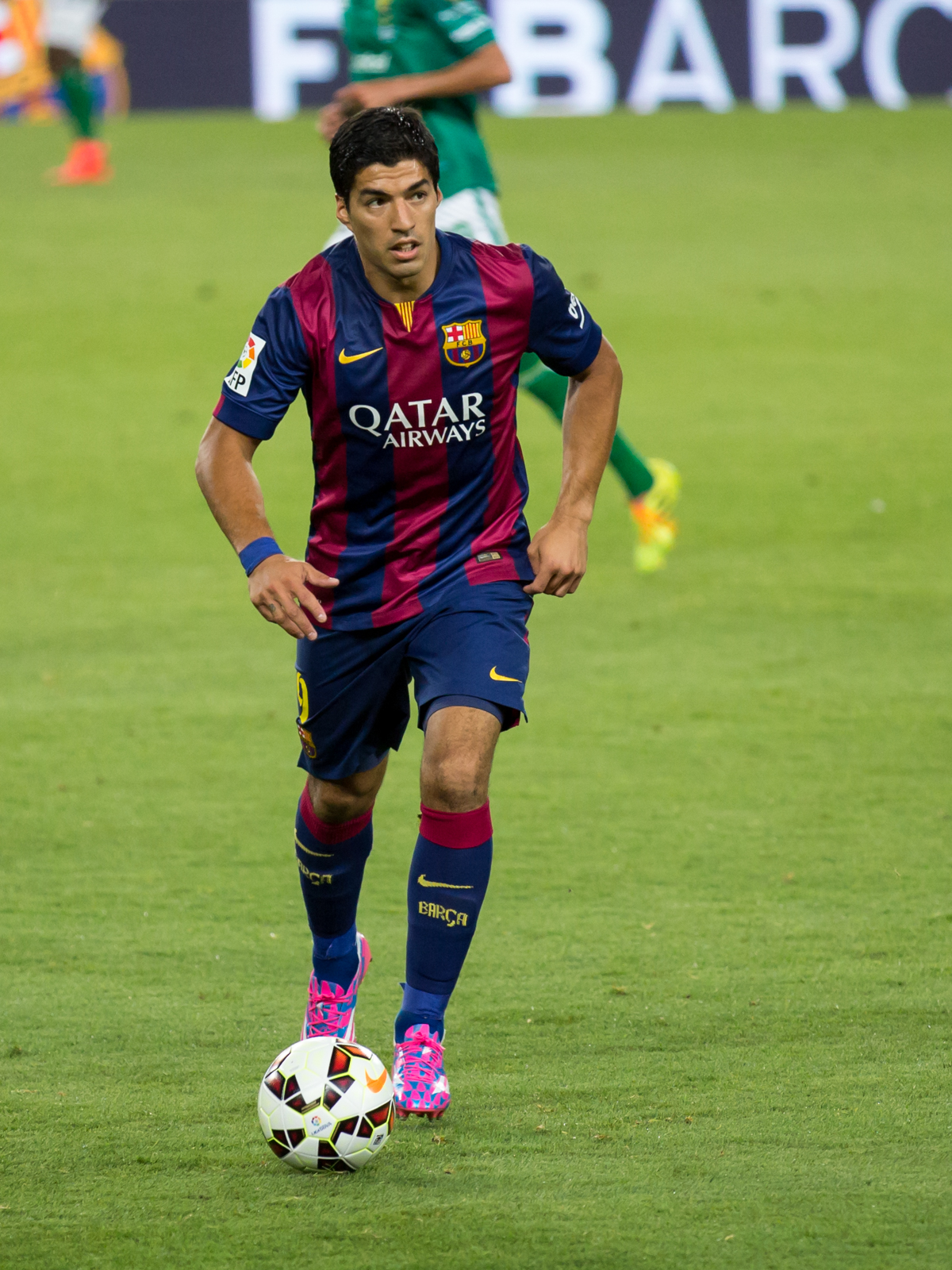
Луїс Суарес у футболці ФК «Барселона» з логотипом Qatar Airways як спонсора

- Спонсорська підтримка «Манчестер Юнайтед» російським авіаперевізником «Аерофлот». Спонсорство було припинено після російського вторгнення в Україну в 2022 році.[109]
- Qatar Airways спонсорує футбольні команди, зокрема «Барселону», «Рому», «Бока Хуніорс», «Парі Сен-Жермен» і «Баварію» (Мюнхен).[110]
- Катарський міжнародний аеропорт «Хамад» спонсорував мюнхенську «Баварію» з 2018 по 2023 рік [111][112][113]
- Бахрейнський авіаперевізник Gulf Air спонсорує «Челсі» та «Квінз Парк Рейнджерс».[50]
- Управління туризму Азербайджану спонсорує «Атлетіко» (Мадрид).[114]
- Гонконгська страхова компанія AIA Group спонсорує англійський футбольний клуб «Тоттенгем Готспур». AIA Group в 2020 році схвалила закон про національну безпеку Гонконгу, який був засуджений кількома британськими політиками, які вимагали від клубу відмовитися від спонсорства.[115]
- Управління туризму Руанди спонсорує англійський «Арсенал» (Лондон) і французький «Парі Сен-Жермен».[65]
- Управління туризму Саудівської Аравії спонсорувало Клубний чемпіонат світу з футболу 2022 під брендом Visit Saudi.

### Австралійський футбол
- Брунейська авіакомпанія Royal Brunei Airlines підписала спонсорську угоду з AFL Europe у 2014 році. Спонсорська угода закінчилася того ж року після протестів правозахисних груп.[116][117]

### Автоспорт
- Спонсорування венесуельською державною нафтовою компанією PDVSA гонщика Формули-1 Пастора Мальдонадо, який брав участь у гонках у складі команд Williams Grand Prix Engineering у 2011–2013 роках і Lotus F1 у 2014–2015 роках. У ті періоди логотип PDVSA містився на наклейках автомобілів обох команд.[118]
- Citgo, нафтова компанія, що належить венесуельській PDVSA, спонсорує численні команди NASCAR, такі як Wood Brothers Racing і Roush Racing. Citgo також спонсорувала окремих водіїв, таких як Мілка Дуно, яка брала участь у гонках 24 години Дайтони та Е. Джей Вісо, який брав участь у гонках IndyCar Series.[119][120]
- Спонсорування китайською державною телекомпанією CCTV команди Формули-1 Jordan Grand Prix в 2003 році.[121]
- Спонсорування державною нафтовою компанією Саудівської Аравії Aramco команди Aston Martin F1, а також гонок Формули-1.[122][123][61]
- Спонсорування Саудівською Аравією команд Формули-1 Williams Grand Prix Engineering з 1977 по 1984 роки та Aston Martin у 2023 році.[124]
- Спонсорування проєктом Фонду державних інвестицій Саудівської Аравії Неом команди Формули E Mercedes-EQ і команд McLaren Формули E та Екстрім E.[125][126]
- Команду Формули-1 Haas спонсорував російський «Уралкалій», який також спонсорує російського гонщика Haas Микиту Мазепіна. Haas розірвав відносини з «Уралкалієм» і Мазепіним через російське вторгнення в Україну в 2022 році.[127]

### Велоспорт
- Велике партнерство нафтової компанії Shell з British Cycling у 2022 році.[128]

### Гольф
- Турнір LIV Golf з 2021 року фінансується Фондом державних інвестицій Саудівської Аравії.[129][130][131]

## Володіння командами

### Футбол
- Італійський медіавласник Сільвіо Берлусконі через свій холдинг Fininvest володів клубом Серії А «Мілан» у 1986 році та мав 98% акцій клубу до 2017 року. Берлусконі здобув популярність у країні, використовуючи успіх своєї команди, рішуче підтриманий його власними ЗМІ, включаючи Mediaset, для покращення громадської думки[132], що було корисно для його політичних цілей.[133] Берлусконі заснував правоцентристську партію Forza Italia, а в 1994 році став прем'єр-міністром Італії. Протягом більш ніж двох десятиліть правління, розділених на чотири періоди, він був причетний до зловживань службовим становищем, хабарництва, корупції та фальшивих бухгалтерських справ, а також сексуальних скандалів[133], серед інших суперечок навколо Берлусконі. Він запропонував і схвалив багато законів ad personam (різновид клієнтелізму) на користь свого власного бізнесу, включно з міланським клубом, як «справа Лентіні» в 1995 році, Decreto Salva Calcio в 2003 році,[134][135] що дозволило «Мілану» погасити свій борг у розмірі 242 мільйони євро,[136][137] декриміналізація фальшивого бухгалтерського обліку під час другого уряду Берлусконі, звинувачення, за яке його клуб і ФК «Інтернаціонале» були судимі та виправдані через п’ять років завдяки декриміналізації;[136][138] отримання політичної підтримки від фанатів «Мілана».[139] У 2018 році, після того як він продав «Мілан» китайському бізнесмену Лі Юнхуну, Берлусконі через «Фінінвест» володів 100% акцій ФК «Монца», клубом, який тоді змагався в національній Серії C.[прояснити]
- Володіння ФК «Челсі» російським політиком та бізнесменом Романом Абрамовичем (2003–2022), що, за деякими повідомленнями, робилося на прохання президента Росії Володимира Путіна.[140]
- Російський прокремлівський бізнесмен Алішер Усманов формально володів часткою акцій лондонського «Арсенала».[108][141]
- Володіння Абу-Дабі 81% акцій холдингової компанії City Football Group. У 2015 році Abu Dhabi United Group оголосила про створення консорціуму з китайською державною компанією CITIC Group для City Football Group, компанії, яка в свою чергу володіє наступними футбольними клубами:[142]
  - «Манчестер Сіті» (з 2008)
  - «Мельбурн Сіті»
  - «Монтевідео Сіті Торке»
  - «Нью-Йорк Сіті»
  - «Йокогама Ф. Марінос»
  - «Жирона»
  - «Сичуань» (частково)
  - «Мумбай Сіті» (частково)
- Саудівський принц Абдулла бін Мусаїд Аль Сауд володіє «Шеффілд Юнайтед».[143]

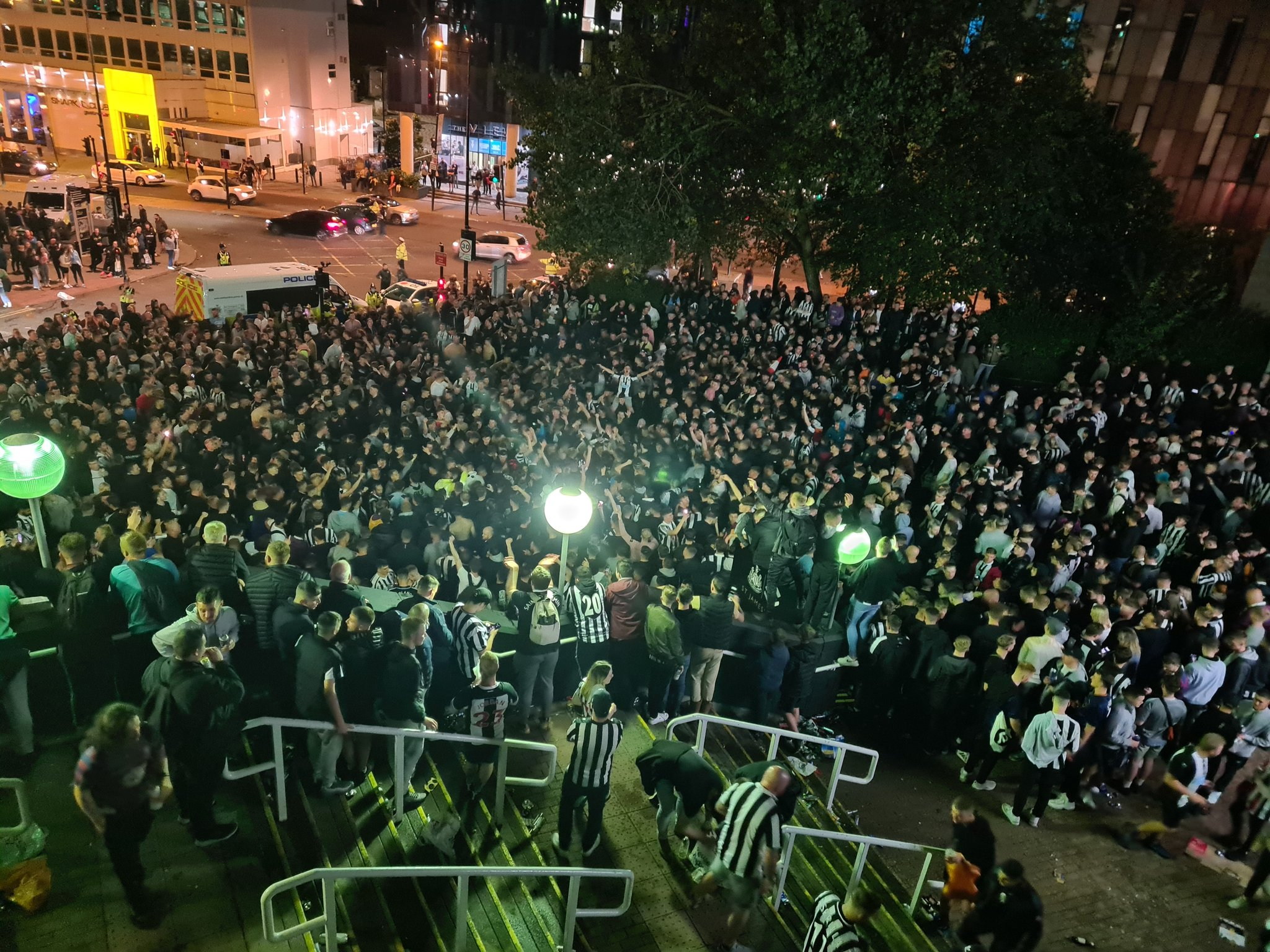
Фанати «Ньюкасл Юнайтед» святкують купівлю клубу новим власником біля стадіону «Сент-Джеймс Парк» 7 жовтня 2021 року

- Придбання Фондом державних інвестицій Саудівської Аравії 80% акцій «Ньюкасл Юнайтед».[144]
- Королівство Бахрейн придбало 20% акцій французького футбольного клубу «Париж». Покупку засудили французькі правозахисні неурядові організації.[145]
- Тамім бін Хамад Аль Тані, правитель Катару, купив французький футбольний клуб «Парі Сен-Жермен» (ПСЖ) у 2011 році.[146]
- Суперечливий індонезійський конгломерат Bakrie Group володіє австралійським футбольним клубом «Брисбен Роар». У 2019 році адміністратора сформованої команди Джоко Дрійоно заарештувала національна поліція Індонезії за знищення доказів скандалу з договірними матчами.[147]
- Культурний обмін клубу «Вашингтон Спірітс» з Катаром у 2020 році.[148]

### Автоспорт
- Команда Формули-1 Force India належить індійському бізнесмену-втікачу Віджаю Малльї. Команда Малльї Force India була звинувачена Індійським управлінням правоохоронних органів у тому, що вона була створена з метою відмивання грошей.[149]
- Державний суверенний фонд Королівства Бахрейн, холдингова компанія Mumtalakat володіє часткою в McLaren Group, яка включає її гоночний підрозділ McLaren Racing, який бере участь у Формулі-1, Формулі E, Екстрім E та IndyCar Series.[150]

### Баскетбол
- Російський бізнесмен Михайло Прохоров володів командою НБА «Бруклін Нетс». Відомо, що Прохоров був близьким соратником президента Росії Володимира Путіна. У 2017 році Прохоров продав команду, нібито на замовлення Путіна.[151] Пізніше команду купив бізнесмен з Гонконгу Джо Цай. Раніше Цая критикували за його хвалу обмеженням Китаєм особистих свобод і підтримку закону про національну безпеку Гонконгу.[152]

### Велоспорт
- Є численні повідомлення про те, що Тур де Франс 2020 використовувався проблемними країнами та компаніями, щоб відмити свою заплямовану репутацію; наступні команди були звинувачені у спортсвошингу під час події:[153]
  - Ineos Grenadiers
  - UAE Team Emirates
  - Bahrain–McLaren

### Крикет
- Індійський бізнесмен-втікач Віджай Маллья є власником крикетної команди Royal Challengers Bangalore, яка виступала в Індійській прем'єр-лізі. Індійське правоохоронне управління звинуватило Маллю у тому, що команда є частиною схеми відмивання грошей.[149]

### Інше
- Сім'я Аль Мактум володіє Godolphin і Essential Quality.[154]
- Поглинання кіберспортивних організацій ESL і FACEIT Фондом державних інвестицій Саудівської Аравії.[155]

## Окремі особи
- Участь Деніела Кінахана в боксі як промоутера.[156]
- Володіння братом венесуельського політика Джессі Чакона, Арне Чаконом, стайнею під назвою Gadu Racing Stable Corp у Флориді та його участь у кінних перегонах у Сполучених Штатах.[157]
- Главі Чечні Рамзану Кадирову належить кінь Мурільян, який брав участь у скачках на Кубку Мельбурна. Участь викликала суперечки в Австралії. Австралійський сенатор Боб Браун закликав австралійський уряд залишити призові на карантин через занепокоєння щодо відмиванням грошей.[158] і участь бігунів у різних скачках у Великобританії, особливо в Royal Ascot.
- Міжнародний союз велосипедистів вручив грамоту подяки туркменському диктатору Гурбангули Бердимухамедову за «розвиток спорту та зміцнення загального миру та прогресу».

## Держави
- Казахстан є членом УЄФА з 2002 року, а також спонсорував численні спортивні події в останні роки.[159][160] Цю державу звинувачували в тому, що вона є авторитарною диктатурою через репресії проти дисидентів і цензуру ЗМІ. Критики членства Казахстану в УЄФА також зазначали, що Казахстан має більше спільного з авторитарною Азійською конфедерацією футболу, ніж з більш демократичним УЄФА, а більшість азійських країн є авторитарними на відміну від європейських. Казахстан став першим членом УЄФА після Білорусі, який відправив національну збірну (U-21) для гри проти Росії після початку її вторгнення в Україну.[161][162][163] Крім того, ФК «Астана», футбольний проєкт, запущений автократичним урядом Нурсултана Назарбаєва, щоб закріпитися в Європі та виправдати перехід до УЄФА, також сприймався як спортсвошинг.[164]
- М’янмі дозволили прийняти чемпіонат АФК 2022 року, а їхнім клубам дозволили грати домашні ігри в Кубку АФК 2023/24, незважаючи на серйозні проблеми з правами людини після протестів у М’янмі та масових убивств Татмадау над неозброєними протестувальниками.[165][166] Крім того, АФК також звинувачують у спортсвошингу на підтримку Tatmadaw, відмовивши австралійському клубу «Макартур» у проханні зіграти їх виїзний матч проти бірманського суперника «Шан Юнайтед» на нейтральному полі.[166]

## Критика ефективності
Існує думка, що чим більшим є відмивання спортом, тим вищою є обізнаність про порушення людських прав через більшу увагу фанів та ЗМІ. Відмічено різкий стрибок згадок терміну (з 51 у 2018 році до понад 6000 у 2023 році).